# Leptostylochus pacificus
Leptostylochus pacificus is een platworm (Platyhelminthes). De worm is tweeslachtig. De soort leeft in het zoute water.
Het geslacht Leptostylochus, waarin de platworm wordt geplaatst, wordt tot de familie Stylochidae gerekend. De wetenschappelijke naam van de soort werd voor het eerst geldig gepubliceerd in 1943 door Kato.